# Miswak

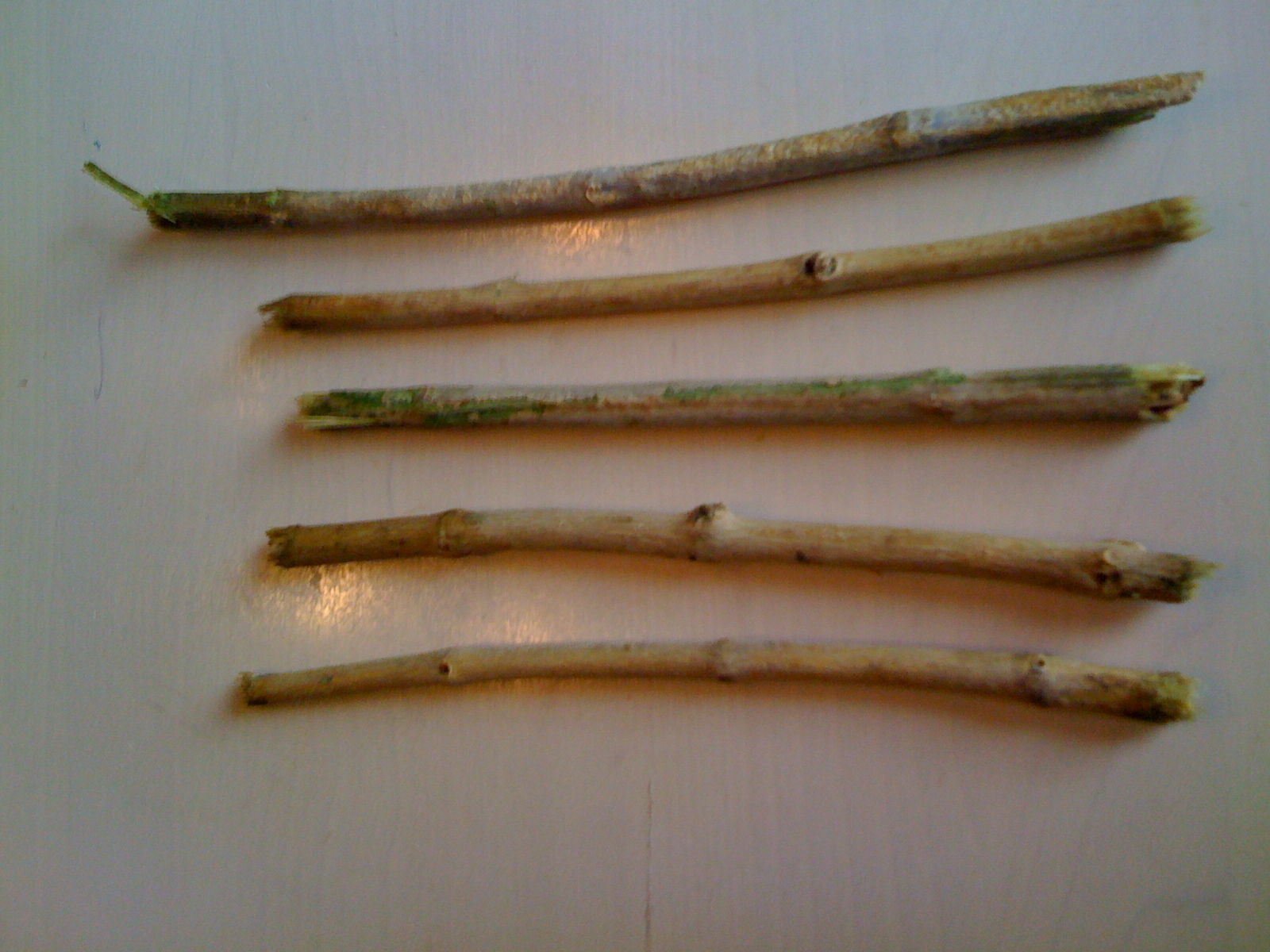
Tradycyjne somalijskie miswaki

Miswak (miswaak, siwak, sewak, السواك) – gałąź z drzewa arakowego łac. Salvadora persica. Jest alternatywą szczoteczek do zębów. Ma długą historię mówiącą o jego leczniczych właściwościach. Koniec gałęzi namaczany jest w gorącej lub różanej wodzie, dzięki czemu ulega ona rozszczepieniu i staje się zdatna do czyszczenia zębów. Obecnie można nabyć pasty do zębów zawierające wyciąg z tej rośliny.

## Znaczenie religijne
Koran mówi o tym, aby używanie miswaka było praktykowane. Sytuacje, w których powinno się używać go m.in. przed modlitwą, w Piątki, przed snem, jak i po przebudzeniu. Dodatkowo wzmacnia dziąsła, zapobiega próchnicy i eliminuje bóle zębów.